# Sweet Jane
Sweet Jane ist ein Lied der amerikanischen Rockband The Velvet Underground, das auf ihrem vierten Studioalbum Loaded erschien. Der Text stammt von Lou Reed, dem Frontman der Band, der das Stück später auch als Solokünstler in Live-Auftritte einbaute.
Als Loaded ursprünglich im Jahr 1970 veröffentlicht wurde, wurde zunächst die Bridge des Liedes herausgeschnitten. Auf der Box Peel Slowly and See und der Neuauflage Loaded: Fully Loaded Edition wurde der fehlende Teil wiederhergestellt.
Das Lied erschien zudem auf den Alben Live at Max’s Kansas City, 1969: The Velvet Underground Live, Peel Slowly and See, Live MCMXCIII, Loaded: Fully Loaded Edition, American Poet, Rock ’n’ Roll Animal, Live: Take No Prisoners, Live in Italy, The Concert for the Rock and Roll Hall of Fame, Rock and Roll: An Introduction to The Velvet Underground, NYC Man (The Ultimate Collection 1967–2003), Live on Letterman: Music from The Late Show und Berlin: Live At St. Ann’s Warehouse.

## Hintergrund
Es existieren zwei unterschiedliche Versionen von Sweet Jane mit geringfügigen Variationen, verteilt über die ersten vier Veröffentlichungen. Bei der ersten Veröffentlichung im November 1970 handelte es sich um eine Version, die zuvor in diesem Jahr aufgenommen wurde und auf dem Album Loaded enthalten war. Im Mai 1972 erschien eine Live-Version auf dem Velvet Underground Album Live at Max’s Kansas City, die im August 1970 aufgenommen wurde. Sie enthielt die zusätzliche Bridge, die auf der Loaded Veröffentlichung fehlte.
Im Februar 1974 erschien eine weitere Live-Version auf dem Album Rock ’n’ Roll Animal von Lou Reed, die im Dezember 1973 aufgenommen wurde; ähnlich der Loaded Version, aber mit erweitertem Intro und Hard Rock Sound. Das anspruchsvolle Twin-Gitarren-Intro auf der Rock ’n’ Roll Animal Version wurde von Steve Hunter geschrieben und von Hunter und Dick Wagner aufgeführt, zwei Gitarristen aus Detroit, die später mit Alice Cooper auftraten.
Im September 1974 war eine langsamere Live-Version, die Ende 1969 aufgenommen wurde, auf 1969: The Velvet Underground Live enthalten, mit unterschiedlicher Struktur und Text. Als schließlich eine wiederhergestellte Version der Originalveröffentlichung von dem Album Loaded 1995 auf Peel Slowly and See (und 1997 auf Loaded: Fully Loaded Edition) enthüllt wurde, stellte sich heraus, dass Teile des Liedtextes aus 1969 (namentlich die gesamte Bridge, die auf Live at Max’s Kansas City zu hören ist), ursprünglich ebenfalls in der Loaded Version enthalten waren, aber in der finalen Abmischung ausrangiert wurden.
In einem Interview aus dem Jahr 2005 gab das ehemalige Velvet Underground Bandmitglied Doug Yule das Statement ab, dass das Takt angebende Riff (wie es auf Loaded erschien) im Studio finalisiert wurde, unmittelbar bevor die Tonspuren aufgenommen wurden, und es wurde erreicht durch Lou Reed, der „sehr laut aufgedreht“ durch einen großen Sunn Verstärker spielte. Zusätzlich zum Aufnehmen der Bassspur, wurde das Schlagzeug bei den Aufnahmen von Doug Yule gespielt, da die Velvet Schlagzeugerin Maureen Tucker zu der Zeit schwanger und daher nicht anwesend war während der Loaded Sessions.
Lou Reed spielte Sweet Jane in zwei Tonarten. Die Versionen von 1969 und 1970 waren in D-Dur, wie auch die 1972er American Poet Version. Auf Rock ’n’ Roll Animal von 1973 und Take No Prisoners von 1978 ist das Lied in E-Dur, und auf dem 1984er Album Live in Italy ist das Lied wieder in D.

## Coverversionen
- 1972: Mott the Hoople auf dem von David Bowie produzierten Album All the Young Dudes. Veröffentlichung als Single in Kanada, den Niederlanden, Portugal, Spanien und den USA.
- 1973: Brownsville Station auf ihrem Album Yeah!
- 1983: Die Jim Carroll Band auf dem Album I Write Your Name.
- 1985: The Afflicted auf Good News About Mental Health.
- 1988: Cowboy Junkies auf The Trinity Session. Die Gestaltung dieser Version basiert auf der langsameren Version des Liedes, die auf 1969 veröffentlicht wurde. Lou Reed wurde häufig zitiert mit der Aussage, dass die Cowboy-Junkies-Version seine Lieblingsversion war.[5] Sie wird im Soundtrack des Oliver Stone Films Natural Born Killers aus dem Jahr 1994 verwendet.
- 1997: The Sugarcubes auf ihrem Coveralbum Cover Me.

Darüber hinaus hat Lou Reed am 25. Oktober 2009 zusammen mit Metallica im Madison Square Garden in New York City anlässlich des 25. Jahrestages der Rock and Roll Hall of Fame das Lied aufgeführt.

## Rezeption
2004 platzierte das Rolling Stone Magazine Sweet Jane auf Nr. 335 der 500 Greatest Songs of All Time. Nach einem Update von 2011 fiel es auf #342.
Im März 2005 platzierte das Magazin Q Sweet Jane auf Nr. 18 in seiner Liste der 100 Greatest Guitar Tracks.
Guitar World platzierte Sweet Jane auf Nr. 81 in seiner Liste der 100 Greatest Guitar Solos.